# Parczew (gmina)
Parczew – gmina miejsko-wiejska w województwie lubelskim, w powiecie parczewskim. Siedzibą gminy jest Parczew.
W latach 1975–1998 gmina położona była w województwie bialskopodlaskim.
Według danych z 31 grudnia 2012 gminę zamieszkiwało 14 860 osób. Natomiast według danych z 31 grudnia 2017 roku gminę zamieszkiwało 14 549 osób.

## Ochrona przyrody
Na obszarze gminy znajduje się rezerwat przyrody Jezioro Obradowskie chroniący jezioro dystroficzne oraz stanowiska wielu rzadkich gatunków roślin wodnych i torfowiskowych.

## Struktura powierzchni
Według danych z roku 2002 gmina Parczew ma obszar 146,23 km², w tym:
- użytki rolne: 63%
- użytki leśne: 25%

Gmina stanowi 15,35% powierzchni powiatu.

## Demografia
Dane z 31 grudnia 2012:
| Opis                              | Ogółem | Ogółem | Kobiety | Kobiety | Mężczyźni | Mężczyźni |
| --------------------------------- | ------ | ------ | ------- | ------- | --------- | --------- |
| jednostka                         | osób   | %      | osób    | %       | osób      | %         |
| populacja                         | 14 860 | 100    | 7610    | 51,2    | 7250      | 48,8      |
| gęstość zaludnienia (mieszk./km²) | 145    | 145    | 52,0    | 52,0    | 49,6      | 49,6      |

| Wykaz miejscowości w strukturze osadniczej gminy Parczew z określeniem ich położenia geograficznego | Wykaz miejscowości w strukturze osadniczej gminy Parczew z określeniem ich położenia geograficznego | Wykaz miejscowości w strukturze osadniczej gminy Parczew z określeniem ich położenia geograficznego | Wykaz miejscowości w strukturze osadniczej gminy Parczew z określeniem ich położenia geograficznego | Wykaz miejscowości w strukturze osadniczej gminy Parczew z określeniem ich położenia geograficznego | Wykaz miejscowości w strukturze osadniczej gminy Parczew z określeniem ich położenia geograficznego |
| Nazwa główna | Identyfikator zewnętrzny-SIMC                                                                       | Rodzaj obiektu                                                                                      | Obiekt nadrzędny                                                                                    | Uwagi                                                                                               | Współrzędne geograficzne                                                                            |
| --- | --------------------------------------------------------------------------------------------------- | --------------------------------------------------------------------------------------------------- | --------------------------------------------------------------------------------------------------- | --------------------------------------------------------------------------------------------------- | --------------------------------------------------------------------------------------------------- |
| Babianka | 0016780                                                                                             | wieś                                                                                                | | do 2009 r. – istniała osada Jedlanka (nazwa zniesiona)                                              | 51°31′22″N 22°49′31″E/51,522778 22,825278                                                           |
| Babianka | 1023575                                                                                             | kolonia                                                                                             | Babianka                                                                                            | kolonia niesamodzielna                                                                              | 51°31′58″N 22°47′24″E/51,532778 22,790000                                                           |
| Biała Kepa | | przysiółek wsi                                                                                      | Wola Przewłocka                                                                                     | | 51°37′58″N 23°00′10″E/51,632778 23,002778                                                           |
| Brudno | 0016797                                                                                             | wieś                                                                                                | | | 51°37′39″N 22°51′18″E/51,627500 22,855000                                                           |
| Buradów | 0016805                                                                                             | wieś                                                                                                | | | 51°34′54″N 22°51′09″E/51,581667 22,852500                                                           |
| Jasionka | 0016811                                                                                             | wieś                                                                                                | | | 51°39′33″N 22°56′11″E/51,659167 22,936389                                                           |
| Jasionka Druga | 0016828                                                                                             | część wsi                                                                                           | Jasionka                                                                                            | | 51°39′25″N 22°55′48″E/51,656944 22,930000                                                           |
| Jasionka Pierwsza | 0016834                                                                                             | część wsi                                                                                           | Jasionka                                                                                            | | 51°39′11″N 22°55′56″E/51,653056 22,932222                                                           |
| Jasionka Trzecia | 0016840                                                                                             | część wsi                                                                                           | Jasionka                                                                                            | | 51°39′29″N 22°56′28″E/51,658056 22,941111                                                           |
| Kolonia Jasionka | | kolonia wsi                                                                                         | Jasionka                                                                                            | | 51°39′57″N 22°56′20″E/51,665833 22,938889                                                           |
| Koczergi | 0016857                                                                                             | wieś                                                                                                | | | 51°38′15″N 22°51′59″E/51,637500 22,866389                                                           |
| Komarne | 0016863                                                                                             | wieś                                                                                                | | do 2009 r. – istniała część wsi Sarnów (nazwa zniesiona)                                            | 51°36′26″N 22°49′26″E/51,607222 22,823889                                                           |
| Korona | | część wsi                                                                                           | Przewłoka                                                                                           | | 51°38′52″N 23°00′03″E/51,647778 23,000833                                                           |
| Królewski Dwór | 0016870                                                                                             | wieś                                                                                                | | | 51°39′33″N 22°52′31″E/51,659167 22,875278                                                           |
| Laski | 0016886                                                                                             | wieś                                                                                                | | | 51°36′31″N 22°51′56″E/51,608611 22,865556                                                           |
| Litwa | | przysiółek wsi                                                                                      | Przewłoka                                                                                           | | 51°39′09″N 22°59′52″E/51,652500 22,997778                                                           |
| Mariampol | 1023374                                                                                             | część wsi                                                                                           | Wola Przewłocka                                                                                     | | 51°38′12″N 22°59′03″E/51,636667 22,984167                                                           |
| Michałówka | 0016892                                                                                             | wieś                                                                                                | | | 51°37′49″N 22°57′27″E/51,630278 22,957500                                                           |
| Pohulanka | 0016900                                                                                             | wieś                                                                                                | | | 51°35′44″N 22°51′15″E/51,595556 22,854167                                                           |
| Przewłoka | 0016917                                                                                             | wieś                                                                                                | | | 51°39′00″N 23°00′13″E/51,650000 23,003611                                                           |
| Siedliki | 0016930                                                                                             | wieś                                                                                                | | | 51°37′13″N 22°56′15″E/51,620278 22,937500                                                           |
| Sosenki | | przysiółek wsi                                                                                      | Zaniówka                                                                                            | | 51°39′40″N 22°58′32″E/51,661111 22,975556                                                           |
| Sowin | 0016946                                                                                             | wieś                                                                                                | | | 51°36′59″N 22°54′50″E/51,616389 22,913889                                                           |
| Szydki pod Siedlikami | | część wsi                                                                                           | Siedliki                                                                                            | | 51°37′17″N 22°56′09″E/51,621389 22,935833                                                           |
| Szytki | 0016952                                                                                             | wieś                                                                                                | | | 51°38′54″N 22°55′17″E/51,648333 22,921389                                                           |
| Tyśmienica | 0016969                                                                                             | wieś                                                                                                | | do 2009 r. – istniały gajówki: Prokop i Tyśmienica (nazwy zniesione)                                | 51°33′51″N 22°50′14″E/51,564167 22,837222                                                           |
| Kolonia Tyśmienica | | kolonia wsi                                                                                         | Tyśmienica                                                                                          | | 51°32′10″N 22°49′45″E/51,536111 22,829167                                                           |
| Welin | 0016923                                                                                             | kolonia wsi                                                                                         | Przewłoka                                                                                           | | 51°39′17″N 23°01′35″E/51,654722 23,026389                                                           |
| Wierzbówka | 0016975                                                                                             | wieś                                                                                                | | | 51°39′49″N 22°53′54″E/51,663611 22,898333                                                           |
| Wola Przewłocka | 0016981                                                                                             | wieś                                                                                                | | | 51°37′59″N 22°59′43″E/51,633056 22,995278                                                           |
| Wysokie | | przysiółek wsi                                                                                      | Wola Przewłocka                                                                                     | | 51°37′46″N 23°00′27″E/51,629444 23,007500                                                           |
| Zaniówka | 0016998                                                                                             | wieś                                                                                                | | | 51°40′25″N 22°59′32″E/51,673611 22,992222                                                           |

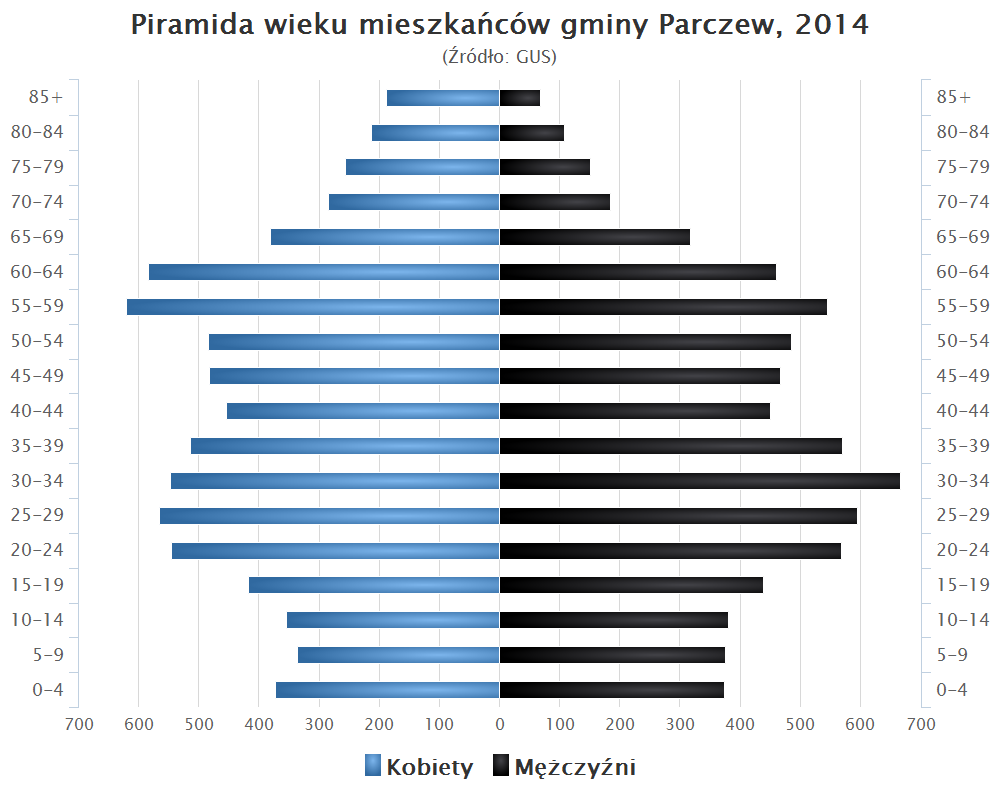
Piramida wieku mieszkańców gminy Parczew w 2014 roku

| Źródła: - Główny Urząd Statystyczny – Rejestr Teryt - Rozporządzenie Ministra Administracji i Cyfryzacji z dnia 13 grudnia 2012 r. w sprawie wykazu urzędowych nazw miejscowości i ich części (Dz.U. z 2013 r. poz. 200) | | | | | |

## Sołectwa
Babianka, Brudno, Buradów, Jasionka, Koczergi, Kolonia Babianka, Komarne, Królewski Dwór, Laski, Michałówka, Pohulanka, Przewłoka, Siedliki, Sowin, Szytki, Tyśmienica, Wierzbówka, Wola Przewłocka, Zaniówka.

## Sąsiednie gminy
Dębowa Kłoda, Jabłoń, Milanów, Niedźwiada, Ostrów Lubelski, Siemień, Uścimów